# Vejinac
Vejinac falu Bosznia-Hercegovinában, a Bosznia-hercegovinai Föderáció Una-Szanai kantonjában. Közigazgatásilag Velika Kladušához tartozik.

## Fekvése
Bosznia-Hercegovina északnyugati részén, Bihácstól légvonalban 31, közúton 45 km-re északra, Velika Kladušától légvonalban 12, közúton 16 km-re délkeletre levő dombos, erdős vidéken, a Velika Kladušáról Cazinra menő főút mentén fekszik. 

## Népessége
| Nemzetiségi csoport | Népesség 1991 | Népesség 2013 |
| ------------------- | ------------- | ------------- |
| Szerb               | 0             | 0             |
| Bosnyák             | 1445          | 725           |
| Horvát              | 2             | 6             |
| Jugoszláv           | 5             | 0             |
| Egyéb               | 7             | 253           |
| Összesen            | 1459          | 984           |

## Története
A határában emelkedő Visoka Glavicán a vaskorban valószínűleg erődítmény, vagy erődített település állt, a hegy tetején ugyanis merdek szélű plató található, falmaradványok nélkül. A helyet a neves bosnyák régész Branka Raunig vaskori várhelyként azonosította.
A vejinaci muszlim gyülekezet 1997 közepéig a todorovói gyülekezet része volt. A mecset építésének munkálatai hivatalosan 1997. június 1-jén kezdődtek, az ünnepélyes megnyitó pedig 1998. május 3-án volt, nagyszámú hívő jelenlétével. A gyülekezetben a háztartások száma 350 körül mozog. Az imámi teendőket Selim Porić efendi látja el.

## Nevezetességei
A falu mecsete 1998-ban épült, teljesen fel van szerelve mindennel, amivel egy mecsetnek rendelkeznie kell, hogy megfeleljen a hívek igényeinek. A vejinaci mecset méretei 15,7×12 méter, minaretje 32 méter magas, mintegy 400 hívő befogadására alkalmas.